# Банатска Паланка
Банатска Паланка је насеље у општини Бела Црква, у Јужнобанатском округу, у Србији. Према попису из 2022. било је 612 становника.

## Историја
Прво насеље овде је подигнуто још у седамнаестом веку на месту данашње Старе Паланке која се налази код ушћа реке Нере у Дунав. Почетком деветнаестог века Паланка је била значајно пристаниште. Данашња Банатска Паланка се налази неколико километара северније од Старе Паланке.
Паланка је назив места у средњем веку. Старо име Паланке Хором, првобитно је значило незнабожачки храм окружен бедемом. У 16. веку: Јени Паланка, Уј Паланка. 1713.: Пркос-Паланка. У 18. и 19. веку: Ној-Паланка (Neu-Palanka) Нова Паланка. 1873.: Уј-Паланка (Uj-Palänka), Нова Паланка. 1894.: Palänk. 1918.: Паланка. Уј — на мађарском, Ној на немачком, значи нов.

### Старо време
Паланка је прастаро и са гледишта политичког и комерцијалног било је врло значајно насеље у прошлости.
Ископине из преисторијског доба сведоче, да су овде били насељени људи како у камено, тако и у бронзано доба. Споменути треба два гроба жара (урна) из бронзаног доба.
Затим на овом месту треба да је било и дачанско насеље Генукла.
Када је, 101. после Христа, римски цар Трајан пошао у војни поход против дачанског краља, направио је преко Дунава код Ледерате (на брду Горици код Рама) мост од лађа, са северним мостобраном, код Паланке. Тај је мостобран утврђен, а у близини истог основана је мала римска насеобина. На томе су месту констатовани и трагови првих хришћана у Банату, поред Дачана, који су иако романизирани, остали своме паганском богу-змају верни, што потврђују ископине, које се у вршачком музеју налазе.
Из овог краја постоје ископине и из раног средњег века (време сеобе народа), једна источно-готска златна фибула, која спада у ћелијске украсне радове.
У 7. веку дошли су са Аварима у ове крајеве Словени, који оснују, на месту садашње старе Паланке, на Дунаву, једно насеље и подигну ту незнабожачки храм, који утврде кружним опкопом. По томе храму добило је то насеље своје тадашње име Хором или Харам.
Око 896. године пошаље Арпад своје војсковође Зуарда и Кадуша против бугарског војводе Глада, који је господарио од реке Муриша до тврђаве Хором. 1129. пошао је византијски цар Јован Комнен против мађарског краља Стефана II. Краљ мађарски пошаље против Комнена немачког грофа Стефала, који доведе мађарску војску под бедеме Хорома. Ту, на обали Караша у околини Борона (Баран, Бран, Вран), Мађари су страховито поражени, а грчки цар заузме Хором.
Године 1152. логоровао је овде палатин Белуш са војском. А 1161. освојио је Хором византијски војсковођа Alexius Contostephanus. 1165 демонстративно су таборовале према Хорому византијске трупе. После тога су престала византијско-мађарска непријатељства, па је престало и спомињање Хрома. 1333. године платио је хоромски свештеник Петар X. „banale“ папинског десетка.
18. маја 1239. боравио је краљ Бела IV у Хорому. Уосталом, тада се први пут веродостојно помиње Хором. У средњем веку је Хором варош, тврђава и седиште управне власти.
Тврђава (castrum Horom, Haram) помиње се 1445, и 1478. и 1483. године.
Године 1362—1376. помињу се поименично четири и крашовска поджупана као хоромски кастелани.
По Хорому звани управни срез припадао је крашовском комитату. Од насеља, која су припадала томе хоромском срезу, познат је једино Поток, (Patak) 1473.

## Турско време
За време турских упада (1390) помиње се чешће Хором. Исто тако и за време распре између Ђурђа Бранковића и Јанка Хуњадија.
Средином 15. века побегло је једно мноштво Срба из хоромске околине у чонградски комитат.
Око 1530. писао је Никола Олах да је са осталим тврђавама и хоромска већ одавно у рукама Турака.
Миром из 1449. уговорено је да турски трговци могу слободно доћи на харамску пијацу. Када су Турци загрозили Темишвару (1551. г.) поставили су код Хорома коља за грађење дунавског моста.
За време Турака (1552—1716) био је Хором, — у 16. веку од Турака понова утврђен и стога назван „Јени Паланка”, — беглучко седиште. Године 1594., у устанку Срба против Турака, помиње се и Хором.
Године 1666. посетио је Јени Паланку турски инспектор тврђава, Евлија Челебија, и написао подробан опис тврђаве и вароши.
Када се крајем 17. века. Нова Паланка је заштићавала везу Београд са Оршавом. Темишваром и Алмашем. Узан ток Дунава код тврђаве назван је „ новопаланачки пролаз”.
1689. била је тврђава у рукама царске војске, која већ идуће године напушта. Тада преузима брањење овог положаја на Дунаву куруцки краљ Емерик Текели. 6. новембра 1697., генерал гроф Рабутин извршио је војни излет из Карансембаша до Паланке, порушио тврђаву, па се опет повукао. Турци су поново обновили тврђаву. Војска је бројала 1707. г. посаду од 228 људи
Године 1713. била су овде 34 православна дома. 16. новембра 1716. Турци су предали тврђаву аустријском генералу Мерсију и тиме је овде престало турско господарство. У лето 1717. марширао је генерал Мерси на челу својих трупа из Паланке против Оршаве. Тада је овде било 37 српских домова.

### Аустријска власт
Тада Аустрија уреди Банат, крајеве око Тамиша, као војничку провинцију под новим именом Тамишки Банат, са седиштем у Темишвару, и са немачким званичним језиком. Провинција је подељена у 11 диштриката (срез, општина), од којих је један добио име „Новопаланачки”. Истовремено је решено интензивно насељавање ове покрајине, па су у ту сврху овамо досељавани и Немци из Рајха. И Нова Паланка, чије утврђење је обновљено, насељена је Немцима, који су образовали једну општину и имали свог свештеника. Основан је и један Францинскански настир и подигнута једна касарна.
Године 1734. било је 499 душа. Истовремено основан је у диштрикту један низ колонија. Биров места Стаја је 1735. године и посланик на српском црквено-народном сабору. Али ове су колоније биле кратког века. Аустрија и Турска су заратиле. По Аустрију се тај рат довршио несрећно. Турци су упали у државу, са њима и куга, а Румуни су се побунили. Тада су Немци, становници тих колонија, утекли испред Турака према Темишвару, а њихови су домови похарани.
26. септембра 1736. капитулирао је пуковник Шмехан и Турци су месец и више дана господарили овом крајем. 16. октобра 1739. заузео је тврђаву аустријски пуковник Беренклау.
Београдским миром (1.9.1739. г.) уговорено је и разарање дунавских тврђава. Немачка колонија није обновљена. Диштриктско управно звање премештено у Белу Цркву, а Паланка је опет остала само српско село.
Паланка 1749 г. бројала је 53 дома, 1752 г. припадала је покрајинској милицији. 5. и 6. маја 1768. боравио је цар Јосиф II у Паланци.

### Милитарија
Уредбом царице Марије Терезије од 4. августа 1770. припојена је Паланка немачко-банатској граничарској регименти. Аустријски царски ревизор Ерлер је 1774. године у свом извештају констатовао да Нова Паланка припада Јасеновачком округу, Новопаланачког дистрикта. То је милитарско место у којем се налазе тада: пешадијска касарна, царинарница а становници су измешани Срби и Власи. Године 1774. је додељена је кусићкој компанији илирско-банатској граничарској регименте, а 1775. влашкој-илирској регименти.
По свој прилици тих година премештено је ово српско село од дунавске обале више на север.
Паланка је 1782. г. имала 927 православних становника.
Године 1788. био је „други и последњи” турски рат. 2. јула инспицирао је цар Јосиф II дунавску линију, па и Паланку, где је обновљен редут. Када су Турци са молдавске стране пробили у банатску равницу, напустио је мајор Липтаи са своје копаније утврђење, које поново освоји генерал-мајор Харах, 21. октобра. Од тога времена нема важности и не спомиње се више тврђава.
у Паланци 1803. г. живи 950 православних становника.
Када се 1808. припремао српски устанак у Банату, који је требало да букне у белоцркванској околини, а помогнут са србијанске стране, спремао се бимбаша Добрњац да из Србије код Паланке пређе у Банат. Подигнута је садашња црква 1826. Године 1827. бројала је Паланка 1195 православних и 6 католика.
До тога времена важила је Паланка као дунавско пристаниште. Код Паланке је вршен претовар из лађа које су низ Дунав пловиле у барке одређене за Турску. Стога је овде била царинарница. Наскоро дошло је до промена Регулација Дунава, железнице и паробродски саобраћај изменили су из основа стање.
17. априла 1829. наредило је мађарско намесништво премеравање дунавског корита од Нове Паланке до Чернеца. Године 1834. отпочела се код Базијаша градња Сечењиевог пута, који је смањио пристанишни значај Паланке.
У лето 1831. почеле су лађе Аустријског парабродарског друштва да врше редовну пловидбу, првобитно до Старе Молдаве, а 1834. до Галаца. Поштоје у Базијашу пристаниште било погодније него у Паланци, за пароброде потребан угаљ довезен је из Штајердорфа у Базијаш. Већ 1836. Базијаш је врло прометно дунавско пристаниште. 1838. додељена је Паланка српском батаљону, а 1845. српској регименти.
Године 1843. Паланка је бројала 1214 православних становника, а духовничку службу вршили су један свештеник и један капелан. У школи је један учитељ поучавао 70 ученика.
Године 1848. искрцавали су се у Паланци чешће српске устаничке чете (Србијанци), које су учествовале у борби против Мађара.
Паланка је 1854. г. припадала врачевгајској копанији и бројала 958 душа.

### Новија историја
Паланка је године 1873. припојена је молдавском срезу крашовског комитата, а 1876. белоцркванском срезу тамишког комитата.

Општински атар је врло шесто страдао од поплаве. Тако у новијем времену: 1875., 1896., 1907., 1909., 1910., 1910., 1924. и 1926. године.
Бројно кретање становништва:
| Година пописа | Број становника |
| ------------- | --------------- |
| 1869.         | 1.112           |
| 1880.         | 1.189           |
| 1890.         | 1.238           |
| 1900.         | 1.268           |
| 1910.         | 1.330           |

Кретање броја становника од 1869. до 1910. године.
Када је 1914. избио Први светски рат, пребегло је у Србију 15 Паланчана, који су се борили као добровољци. Аустријске власти узеле су из Паланке таоце, па и интернирали некоје. У јесен 1915. године, пред офанзиву против Србије, Паланка је евакуисана и становници трансферирани у унутрашњост Угарске. 7. октобра извршио је овде један део немачке армије прелаз преко Дунава, у присуству командујућих Макензена и Галвица. После једномесечног одсуства враћени су становници у своје опљачкане домове, те су стога у зимско доба многи гладовали и злопатили се.
6. новембра 1918. стали су први српски војници, једна чета добровољаца, код Паланке на Војвођанско земљиште.
1921. г. пописано је 1277 становника, од којих је било Срба 1270, Немаца 2, Мађара 5.
Године 1919. привремено, а 1924 дефинитивно припојен је Базијаш Краљевини Румунији, па је Паланка као Дунавско пристаниште опет дошла у обзир и добила царинарницу.
22. октобра 1927. добила је фирма Јоце Горгијевића дозволу за градњу пруге уског колосека од Паланке до Беле Цркве. У децембру 1927. извршене су поправке на путу Паланка-Врачевгај, а 1928. узет је у претрес план за изградњу дунавског пристаништа са предрачунском свотом од 12.000.000 динара 28. новембра 1927. г. конституисало се новоизабрано општинско председништво.

## Становништво
Становништво Банатске Паланке је претежно оријентисано на пољопривредну производњу, док се у Старој Паланци становништво углавном бави риболовом и угоститељско-хотелијерским делатностима. Број становника константно опада, а густина насељености је 17 становника по једном хектару.
Банатска Паланка представља раскрсницу између путева Бела Црква — Ковин и Стара Паланка — Рам, скелом, и представља најкраћи пут овог дела Војводине према Пожаревцу и централној Србији.

## Стара Паланка
44° 49′ 43″ С; 21° 20′ 34″ И / 44.828564° С; 21.342700° И
Стара Паланка је насеље од 13 кућа које се налази на обали Дунава и одакле саобраћа скела до Рама на другој обали. Данас се ово насеље сматра делом Банатске Паланке иако је удаљено 2 километра.

## Демографија
У насељу Банатска Паланка живи 655 пунолетних становника, а просечна старост становништва износи 41,4 година (40,2 код мушкараца и 42,6 код жена). У насељу има 227 домаћинстава, а просечан број чланова по домаћинству је 3,69.
Ово насеље је углавном насељено Србима (према попису из 2002. године).
|  |

| Демографија | Демографија | Демографија |
| Година      | Становника  | Становника  |
| ----------- | ----------- | ----------- |
| 1948.       | 1.323       |             |
| 1953.       | 1.334       |             |
| 1961.       | 1.245       |             |
| 1971.       | 1.166       |             |
| 1981.       | 1.095       |             |
| 1991.       | 974         | 940         |
| 2002.       | 837         | 900         |
| 2011.       | 682         |             |

| Етнички састав према попису из 2002.‍ | Етнички састав према попису из 2002.‍ | Етнички састав према попису из 2002.‍ | Етнички састав према попису из 2002.‍ | Етнички састав према попису из 2002.‍ |
| ------------------------------------ | ------------------------------------ | ------------------------------------ | ------------------------------------ | ------------------------------------ |
|                                      |                                      |                                      |                                      |                                      |
| Срби                                 | Срби                                 |                                      | 752                                  | 89,84%                               |
| Румуни                               | Румуни                               |                                      | 4                                    | 0,47%                                |
| Мађари                               | Мађари                               |                                      | 4                                    | 0,47%                                |
| Црногорци                            | Црногорци                            |                                      | 2                                    | 0,23%                                |
| Македонци                            | Македонци                            |                                      | 2                                    | 0,23%                                |
| Југословени                          | Југословени                          |                                      | 83                                   | 0%                                   |

| \| \| м \| \| \| ж \| \| ? \| 0 \| \| \| 0 \| \| 80+ \| 12 \| \| \| 14 \| \| 75—79 \| 13 \| \| \| 20 \| \| 70—74 \| 29 \| \| \| 32 \| \| 65—69 \| 19 \| \| \| 23 \| \| 60—64 \| 22 \| \| \| 34 \| \| 55—59 \| 20 \| \| \| 14 \| \| 50—54 \| 39 \| \| \| 33 \| \| 45—49 \| 34 \| \| \| 30 \| \| 40—44 \| 27 \| \| \| 30 \| \| 35—39 \| 30 \| \| \| 27 \| \| 30—34 \| 23 \| \| \| 24 \| \| 25—29 \| 18 \| \| \| 16 \| \| 20—24 \| 21 \| \| \| 28 \| \| 15—19 \| 28 \| \| \| 33 \| \| 10—14 \| 27 \| \| \| 25 \| \| 5—9 \| 34 \| \| \| 21 \| \| 0—4 \| 20 \| \| \| 17 \| \| Просек : \| 40,2 \| \| \| 42,6 \| |      |  |  |      |
| |      |  |  |      |
| | м    |  |  | ж    |
| ? | 0    |  |  | 0    |
| 80+ | 12   |  |  | 14   |
| 75—79 | 13   |  |  | 20   |
| 70—74 | 29   |  |  | 32   |
| 65—69 | 19   |  |  | 23   |
| 60—64 | 22   |  |  | 34   |
| 55—59 | 20   |  |  | 14   |
| 50—54 | 39   |  |  | 33   |
| 45—49 | 34   |  |  | 30   |
| 40—44 | 27   |  |  | 30   |
| 35—39 | 30   |  |  | 27   |
| 30—34 | 23   |  |  | 24   |
| 25—29 | 18   |  |  | 16   |
| 20—24 | 21   |  |  | 28   |
| 15—19 | 28   |  |  | 33   |
| 10—14 | 27   |  |  | 25   |
| 5—9 | 34   |  |  | 21   |
| 0—4 | 20   |  |  | 17   |
| Просек : | 40,2 |  |  | 42,6 |

| Година пописа     | 1948. | 1953. | 1961. | 1971. | 1981. | 1991. | 2002. |
| ----------------- | ----- | ----- | ----- | ----- | ----- | ----- | ----- |
| Број домаћинстава | 297   | 316   | 303   | 296   | 289   | 252   | 227   |

| Број чланова      | 1  | 2  | 3  | 4  | 5  | 6  | 7  | 8 | 9 | 10 и више | Просек |
| ----------------- | -- | -- | -- | -- | -- | -- | -- | - | - | --------- | ------ |
| Број домаћинстава | 40 | 41 | 28 | 35 | 34 | 25 | 21 | 3 | 0 | 0         | 3,69   |

| Пол    | Укупно | Неожењен/Неудата | Ожењен/Удата | Удовац/Удовица | Разведен/Разведена | Непознато |
| ------ | ------ | ---------------- | ------------ | -------------- | ------------------ | --------- |
| Мушки  | 335    | 103              | 192          | 29             | 11                 | 0         |
| Женски | 358    | 77               | 192          | 80             | 7                  | 2         |
| УКУПНО | 693    | 180              | 384          | 109            | 18                 | 2         |

| Пол    | Укупно                    | Пољопривреда, лов и шумарство | Рибарство                            | Вађење руде и камена | Прерађивачка индустрија       |
| ------ | ------------------------- | ----------------------------- | ------------------------------------ | -------------------- | ----------------------------- |
| Мушки  | 222                       | 171                           | 1                                    | 4                    | 8                             |
| Женски | 114                       | 82                            | 0                                    | 1                    | 6                             |
| Укупно | 336                       | 253                           | 1                                    | 5                    | 14                            |
|        |                           |                               |                                      |                      |                               |
| Пол    | Производња и снабдевање   | Грађевинарство                | Трговина                             | Хотели и ресторани   | Саобраћај, складиштење и везе |
| Мушки  | 1                         | 5                             | 9                                    | 3                    | 6                             |
| Женски | 0                         | 1                             | 7                                    | 0                    | 0                             |
| Укупно | 1                         | 6                             | 16                                   | 3                    | 6                             |
|        |                           |                               |                                      |                      |                               |
| Пол    | Финансијско посредовање   | Некретнине                    | Државна управа и одбрана             | Образовање           | Здравствени и социјални рад   |
| Мушки  | 1                         | 0                             | 8                                    | 1                    | 0                             |
| Женски | 1                         | 0                             | 7                                    | 5                    | 3                             |
| Укупно | 2                         | 0                             | 15                                   | 6                    | 3                             |
|        |                           |                               |                                      |                      |                               |
| Пол    | Остале услужне активности | Приватна домаћинства          | Екстериторијалне организације и тела | Непознато            | Непознато                     |
| Мушки  | 3                         | 0                             | 0                                    | 1                    | 1                             |
| Женски | 1                         | 0                             | 0                                    | 0                    | 0                             |
| Укупно | 4                         | 0                             | 0                                    | 1                    | 1                             |

## Лирература
- Монографија Подунавске области 1812-1927, саставио Др. Владимир Марган, бив. председник обласног одбора, комесар обласне самоуправе, објављено 1927. „Напредак Панчево“
- Територија Подунавске области, написао Др. Владимир Марган, председник обл. одбора у Смедереву 1928. г.
- Историјски преглед Подунавске области Банатски део, написао: Феликс Милекер, библиотекар и кустос градске библиотеке и музеја у Вршцу 1928. г.
- . 1903)
- 1891.
- J. 1873.
- Банатски живи песак. H.Košanin. (Политика. 22/ XII-1923).
- Пешчара П. Вујевић. У народној Енциклопедији. Књига III.
- 1861.
- 1935.
- »Летопис« општина у јужном Банату: Банатска места и обичаји, Марина М., Беч 1999.